# Зандак (гора)
Зандак — вершина Водораздельного хребта Большого Кавказа в Азербайджане, близ границы с Россией (Дагестан). Высота 2930 м. Отличается чрезвычайной крутизной склонов.
Расположена между долинами рр. Кельдекчай (на западе) и Дашагылчай (на востоке). Ближайшие населённые пункты — в Азербайджане: Баш-Дашагыл (к югу от горы); в Дагестане: Гдым (к северу от горы).